# Aloys Wein
Aloys Wein (* 30. März 1907 in Braunsberg, Ostpreußen; † 8. Februar 1998 in Bad Sassendorf) war ein deutscher Maler und bekannter Künstler der Hansestadt Soest in Westfalen.
Wein wurde im Jahr 1993 zum Internationalen Kunstwettbewerb nach New York eingeladen. Er nahm mit drei abstrakten Bildern daran teil, auch wenn er nicht persönlich anwesend war.

## Ausstellungen (Auswahl)
- 1945: Soest
- 1945: Rathaus der Stadt Soest
- 1948: Lüdenscheid Hohensyburg, Lüdenscheid. "Das Sauerland in der Malerei"
- 1952: Bochum
- 1953: Neheim, Nordrhein-Westfalen Museum Fresekenhof, Neheim. "Gemälde unserer Zeit"
- 1954: Neheim, Nordrhein-Westfalen, Im Rahmen der Frühjahrsausstellung
- 1959: Soest, Erste abstrakte Arbeiten. Kunstpavillon Soest
- 1963: Gelsenkirchen Kunstkabinett Funke.
- 1975: Soest Deutsche Bank Soest
- 1976: Werl
- 1977: Soest + Meschede Deutsche Bank Soest + Volksbank Meschede
- 1978: Sundern Sparkasse Arnsberg-Sundern
- 1980: Bad Sassendorf Sparkasse Bad Sassendorf und Café Brunnenhaus Bad Sassendorf.
- 1982: Bad Sassendorf+Soest+Werl Stadthalle Werl, Morgnerhaus Soest, Bürgerhaus Bad Sassendorf und Sparkasse Bad Sassendorf.
- 1983: Soest Morgnerhaus und Marienkrankenhaus Soest (abstrakte Werke)
- 1985: Liesborn, Nordrhein-Westfalen Kunstpavillon (abstrakte Arbeiten) und Museum der Abtei Liesborn.
- 1986: Burg Vischering Kunstmarkt in der Wasserburg Vischering und Sparkasse Werl "Abstrakte Seelenportrais"
- 1987: Bad Sassendorf Café am Malerwinkel/Werl und Bürgerhaus Bad Sassendorf "Werdegang eines Künstlers"
- 1988: Soest, Germany Im Morgnerhaus und im Stadthaus
- 1989: Bad Sassendorf + Hünfeld/Rhön
- 1990: Bad Sassendorf "Erst stirbt der Baum"
- 1993: "Retrospektive"
- 1997 Offenbach/Main Galerie der Jean Gebser Akademie